# Joël Veltman
Joël Veltman (født 15. januar 1992 i Velsen, Holland) er en hollandsk fodboldspiller (midterforsvarer).
Veltman spiller hos Brighton i den engelske Premier League. Inden skiftet til Brighton havde Veltman repræsenteret AFC Ajax i Æresdivisionen hele sin seniorkarriere - fra 2002 til 2020 - samt størstedelen af sin ungdomskarriere. Han fik sin professionelle debut for Ajax den 19. august 2012 i en ligakamp mod NEC.
Med Ajax har Veltman været med til at vinde to hollandske mesterskaber, i 2013 og 2014.

## Landshold
Veltman står (pr. august 2020) noteret for 22 kampe for Hollands landshold, som han debuterede for 19. november 2013 i en venskabskamp mod Colombia. Inden da havde han også repræsenteret sit land på adskillige U-landshold.
Veltman var en del af den hollandske trup til VM i 2014 i Brasilien.

## Titler
Æresdivisionen
- 2013 og 2014 med Ajax

Hollands Super Cup
- 2013 med Ajax